# كونال ميترا
كونال ميترا هو ممثل هندي، ولد في 30 أبريل 1965 في الهند، وتوفي بنفس المكان في 21 يناير 2009 بسبب نوبة قلبية.

## وصلات خارجية
- كونال ميترا على موقع IMDb (الإنجليزية)
- كونال ميترا على موقع قاعدة بيانات الفيلم (الإنجليزية)